# ريتشارد كاسيريس
ريتشارد كاسيريس (بالإسبانية: Richard Caceres)‏ هو لاعب كرة قدم ومدرب كرة قدم باراغواياني في مركز الوسط، ولد في 3 سبتمبر 1982 في أسونسيون في باراغواي. لعب مع برسيجا جاكارتا.

## وصلات خارجية
- ريتشارد كاسيريس على موقع قاعدة بيانات كرة القدم.إي يو (الإنجليزية)
- ريتشارد كاسيريس على موقع Soccerway.com (الإنجليزية)